# Se non è amore
Se non è amore è un brano musicale interpretato dalla cantautrice romana Noemi, pubblicato il 24 agosto 2012 dalla casa discografica Sony Music come singolo apripista del suo primo album live, RossoLive.

## Descrizione
Se non è amore, brano scritto e composto da Fabrizio Moro, anticipa l'uscita di RossoLive, un doppio album live registrato durante il RossoNoemi tour. Il brano, entrato in rotazione radiofonica a partire dal 14 agosto 2012, viene reso disponibile per il download digitale a partire dal 24 agosto.
Mi viene voglia di regalarti tutto, tutto quello per cui ho lavorato fino ad oggi, tutte quelle lettere insieme alle canzoni che ho scritto perché i miei pensieri cambiano, svaniscono e ritornano da te. Se non è amore io non so cos'è...»
Il brano è incentrato sul personaggio di una donna consapevole che le sensazioni provate per il suo uomo possono essere ricondotte solo all'amore. In linea con i canoni della ballad contemporanea, i pensieri della protagonista sono contenuti in dondolii melodici introduttivi di un ritornello chiarificatore in cui la stessa Noemi può spaziare dando prova della sua versatilità vocale.
Il singolo è stato registrato presso i Fantasy Records di  Berkeley in California, la produzione e gli arrangiamenti sono di Corrado Rustici; il brano è stato mixato da Jason Carmer presso gli studi californiani della Electric Studio. Tra i musicisti del brano figurano Corrado Rustici (tastiere, chitarre, beat e programmazione), Michael Urbano (batteria), Polo Jones (basso) e Frank Martin (pianoforte e Hammond).

## Video musicale
Il 18 settembre 2012 viene annunciato che il video musicale del brano è girato a Disneyland Paris durante la metà di settembre. In relazione alla scelta del luogo, dove nel 2012 è stato festeggiato il 20º anniversario, la cantante ha dichiarato:
Una piccola anteprima del video musicale, con immagini del backstage, è stata data dal TG1 del 22 settembre. Il 24 settembre Vanity Fair pubblica il backstage del video.
Il 1º ottobre il Corriere della Sera diffonde la versione integrale del video. La regia e la sceneggiatura sono di Noemi.
Il video ha una durata di 3 minuti e 31 secondi, ha come protagonista Noemi ed è stato reso disponibile per il download digitale a partire dal 2 ottobre 2012. È girato a Disneyland Paris, oltre a scene girate nel parco dei divertimenti dove Noemi sale a bordo di varie attrazioni, comprende anche scene girate a Disneyland Park e in hotel.

## Tracce
1. Se non è amore – 3:35 (Fabrizio Moro)

## Formazione
- Corrado Rustici (tastiere, chitarre, beat e programmazione)
- Michael Urbano (batteria)
- Polo Jones (basso)
- Frank Martin (pianoforte e Hammond)

## Successo commerciale
Il brano debutta alla 50ª posizione della Top Singoli, inizia a salire in classifica fino al raggiungimento della 46ª posizione

## Classifiche
| Radio Airplay Italia  | Posizione massima |
| --------------------- | ----------------- |
| Italia nazionale      | 5                 |
| Italia internazionale | 18                |

| Classifica (2012) | Posizione massima |
| ----------------- | ----------------- |
| Italia            | 46                |

## Incisioni e versioni
| Anno | Album/Raccolte/EP di provenienza | Durata       |
| ---- | -------------------------------- | ------------ |
| 2012 | RossoLive                        | 3 min : 33 s |
| 2012 | Radio Italia Hits                | 3 min : 33 s |